# Andrew Blackman
Andrew Blackman (Brisbane, Queensland; 2 de agosto de 1956) es un actor australiano, más conocido por haber interpretado Harry Morrison en la serie A Country Practice.

## Biografía
Se graduó de la prestigiosa escuela australiana National Institute of Dramatic Art "NIDA" con un grado en actuación en 1984.

## Carrera
En 1991 se unió al elenco principal de la exitosa serie australiana A Country Practice donde interpretó al doctor Harry Morrison hasta el final de la serie en 1994.
En 1998 se unió al elenco recurrente de la popular serie australiana Neighbours donde interpretó a Mike Healy, el editor casado de Erinsborough News que comienza una aventura con Libby Kennedy hasta 1999.
En el 2003 apareció en el documental Love Letters from a War donde interpretó a John Johnson.
En el 2006 se unió al elenco de la serie juvenil Mortified donde dio vida a Don Fry hasta el 2007.

## Filmografía
Series de televisión
| Año         | Título                         | Personaje          | Notas                              |
| ----------- | ------------------------------ | ------------------ | ---------------------------------- |
| 2013        | Wentworth                      | Oliver Donaldson   | episodio "The Tings We Do"         |
| 2012        | Winners & Losers               | Tom Shields        | 5 episodios                        |
| 2012        | Miss Fisher's Murder Mysteries | Roderick Gaskin    | episodio "Death by Miss Adventure" |
| 2009        | City Homicide                  | Scott Cousins      | episodio "Diggers"                 |
| 2009        | The Saddle Club                | Vince Bernouli     | episodio "Desk Jockey"             |
| 2008        | Satisfaction                   | Tom                | episodio "Pony Girl"               |
| 2009        | Rush                           | Geoffrey           | episodio # 1.1                     |
| 2006 - 2007 | Mortified                      | Don Fry            | 26 episodios                       |
| 1998 - 1999 | Neighbours                     | Mike Healy         | 32 episodios                       |
| 1991 - 1994 | A Country Practice             | Dr. Harry Morrison | 240 episodios                      |

Películas
| Año  | Título          | Personaje     | Notas                                                                                             |
| ---- | --------------- | ------------- | ------------------------------------------------------------------------------------------------- |
| 2008 | Valentine's Day | Tony Cosgrove | junto a Rhys Muldoon, Anita Hegh, Freya Stafford, Roy Billing, Jacinta Stapleton & Lulu McClatchy |

Director de fotografía y editor
| Año  | Título         | Notas                                   |
| ---- | -------------- | --------------------------------------- |
| 2012 | Fucking Adults | corto - director de fotografía & editor |

Teatro
| Año  | Obra           | Personaje | Director (a)    | Teatro | Notas                                                              |
| ---- | -------------- | --------- | --------------- | ------ | ------------------------------------------------------------------ |
| 2007 | Shadow Passion | -         | Anthony Crowley | -      | junto a Ali Ammouchi, Danielle Carter, Sue Jones & Glenda Linscott |